# U90
U90, eller samlet uddannelsesplanlægning frem til 90'erne, er en undervisningsplan afleveret af Det Centrale Uddannelsesråd til den daværende regering i 1978.
U90 blev nævnt og kritiseret i bogen Fra socialstat til minimalstat, skrevet af Anders Fogh Rasmussen.
| Skole | Spire Denne artikel om en skole, en uddannelsesinstitution eller uddannelse er en spire som bør udbygges. Du er velkommen til at hjælpe Wikipedia ved at udvide den. |